# Oase pentru Otto
Oase pentru Otto este un film românesc din 2015 regizat de Matei Lucaci-Grunberg. Rolurile principale au fost interpretate de actorii Anca Dumitra, Nicoleta Hâncu.

## Distribuție
Distribuția filmului este alcătuită din:
- Nicoleta Hâncu
- Anca Dumitra